# Automação contábil
A automação contábil é um conjunto de soluções tecnológicas desenvolvidas para os escritórios de contabilidade. São ferramentas utilizadas no dia a dia desse setor que visam a otimização dos processos. Alguns exemplos são: plataformas online, softwares de gestão, aplicativos e outros recursos.
A automação contábil já é uma realidade e tem transformado a maneira como profissionais e empresas do ramo prestam seus serviços, executam seus processos e atendem aos seus clientes. Assim, garantem ainda mais eficiência, economia e competitividade — o que é ainda mais valioso, considerando se tratar de um segmento.
As empresas de contabilidade podem usufruir da tecnologia disponível por meio de softwares desenvolvidos para esse mercado para atender mais clientes, se diferenciarem perante a concorrência e, ainda, diversificarem a cartela de serviços oferecidos, focando em serviços mais especializados .

## História
A automação contábil tem uma história que remonta ao século XVIII, quando James Watt criou o regulador de esferas, considerado o primeiro sistema de controle com realimentação .
A partir daí, a automação contábil evoluiu e se tornou uma realidade no século XX, com a introdução de máquinas de contabilidade e a popularização dos computadores .
Hoje, a automação contábil é uma tendência da contabilidade atual e tem transformado a maneira como profissionais e empresas do ramo prestam seus serviços, executam seus processos e atendem aos seus clientes. A automação contábil é um conjunto de soluções tecnológicas desenvolvidas para os escritórios de contabilidade, que visam a otimização dos processos, como plataformas online, softwares de gestão, aplicativos e outros recursos .